# Capriccio nr. 10
Capriccio nr. 10 ‘Fantasía sobre La Pastoreta’ is een compositie van Leonardo Balada.
Deze tiende capriccio (in 2017 heeft hij er 14 geschreven) schreef hij voor pianotrio (viool, cello, piano). Met deze virtuoze capriccio keerde Balada terug naar de volksmuziek en wel met het Catalaanse volksmelodietje La Pastoreta (kleine schapenhoedster). Uitgaand van het originele liedje gaat het werk richting improvisatie en abstracte muziek, waarbij het melodietje haast onherkenbaar wordt (aldus de componist).
Balada schreef het werk in industriestad Pittsburgh, april 2013. 